# 후나코시촌 (나가사키현)
후나코시촌(船越村)은 나가사키현 시모아가타군에 있던 촌이다. 

## 역사
- 1908년 4월 1일 - 도서정촌제 시행에 의해 시모아가타군 후나코시촌이 성립하였다.
- 1955년 3월 1일 - 게치정과 합병해 미쓰시마정이 성립하여, 후나코시촌은 폐지되었다.

## 지명
- 이누보에(犬吠え)
- 오후나코시(大船越)
- 오카타(緒方)
- 오야마(大山)
- 가모이세(鴨居瀬)
- 가야(賀谷)
- 구스보(久須保)
- 고후나코시(小船越)
- 노부(濃部)
- 요시가우라(芦浦)

## 참고문헌
- 角川日本地名大辞典 42 長崎県
- 平山棐 編『津島紀事』350頁-414頁（1917年）国立国会図書館デジタルコレクション